# Kazuki Saito (fotbollsspelare född 1988)
Kazuki Saito (齊藤 和樹 Saito Kazuki?), född 21 november 1988 i Shizuoka prefektur, är en japansk fotbollsspelare.
Saito började sin karriär 2011 i Roasso Kumamoto. Han spelade 156 ligamatcher för klubben. 2016 flyttade han till Júbilo Iwata. Efter Júbilo Iwata spelade han för Fagiano Okayama.